# 馬庫希夫卡
49°35′39″N 34°37′48″E / 49.59417°N 34.63000°E
馬庫希夫卡（烏克蘭語：Макухівка），是烏克蘭的村落，位於該國中部波爾塔瓦州，由波爾塔瓦區負責管轄，處於科洛馬克河左岸，在安德魯什基附近，海拔高度99米，2001年人口813。